# Piimuna
Piimuna is een kevergeslacht uit de familie van de boktorren (Cerambycidae). De wetenschappelijke naam van het geslacht werd voor het eerst geldig gepubliceerd in 1998 door Martins & Galileo.

## Soorten
Piimuna is monotypisch en omvat slechts de volgende soort:
- Piimuna gibbosa Martins & Galileo, 1998